# Törökbálint megállóhely
Törökbálint megállóhely egy Pest vármegyei vasúti megállóhely Törökbálint településen, a MÁV üzemeltetésében. A lakott terület északi szélén helyezkedik el, közúti elérését a 8102-es útból kiágazó 81 302-es számú mellékút (települési nevén Vasút utca) biztosítja.

## Vasútvonalak
A megállóhelyet az alábbi vasútvonalak érintik:
- Budapest–Hegyeshalom-vasútvonal

## Kapcsolódó állomások
A megállóhelyhez az alábbi állomások vannak a legközelebb:
- Budaörs vasútállomás (Budapest-Keleti pályaudvar, Budapest–Hegyeshalom-vasútvonal)
- Biatorbágy vasútállomás (Rajka vasútállomás, Budapest–Hegyeshalom-vasútvonal)

## Megközelítés tömegközlekedéssel
- BKK-busz: 88, 88A, 172, 173, 272
- Helyközi busz: 756

## Forgalom
| Járat | Útvonal | Gyakoriság |
| ----- | --- | ---------- |
| S10   | Budapest-Déli – Budapest-Kelenföld – Budaörs – Törökbálint – Biatorbágy – Herceghalom – Bicske alsó – Bicske – Szár – Szárliget – Alsógalla – Tatabánya – Vértesszőlős – Tóvároskert – Tata – Almásfüzitő – Almásfüzitő felső – Szőny – Komárom – Ács – Nagyszentjános – Győrszentiván – Győr-Gyárváros – Győr | Óránként   |
| S12   | Budapest-Déli – Budapest-Kelenföld – Budaörs – Törökbálint – Biatorbágy – Herceghalom – Bicske alsó – Bicske – Szár – Szárliget – Alsógalla – Tatabánya – Bánhida – Környe – Kecskéd alsó – Oroszlány | Óránként   |